# Shirley Knight
Shirley Enola Knight (5. července 1936, Goessel, Kansas, USA – 22. dubna 2020, San Marcos, Texas, USA) byla americká herečka. Byla členkou Actors Studio, divadelní organizace v New Yorku.
Své dětství prožila v Mitchellu v Kansasu a později se přestěhoval do Lyonu v Kansasu, kde absolvovala střední školu. Když jí bylo 11 let, studovala operní zpěv.
Ve věku 14 let napsala povídku, která byla publikována v národním časopise. Později navštěvovala Phillips University a Státní univerzita ve Wichitě. Po studiu na divadelní škole v Pasadeně zahájila svou filmovou kariéru v roce 1959. Poté odešla do New Yorku a začala svou divadelní kariéru. Vystudovala herectví s Jeff Corey, Erwin Piscator, Lee Strasberg a Uta Hagen v HB Studio.
Mezi její filmy patří Skupina (The Group, 1966), Holanďan (The Dutchman, 1967), Petulia (1968), Lidé z deště (The Rain People, 1969), Juggernaut (1974), Tak dobrý, jak to jde (As Good as It Gets, 1997) a Výtah (Elevator, 2011).